# Arve Christian Linde Heiberg
Arve Christian Linde Heiberg (født 5. juli 1805 i Ringsted, død 22. juni 1891 i København) var en dansk præst og historiker.
Hans fader, Gabriel Heiberg, en norsk præstesøn, var klokker og kordegn. Efter at have nydt privatundervisning i hjemmet blev han 1818 sat i Roskilde Katedralskole, fra hvilken han 1823 dimitteredes; teologisk kandidat blev han 1829, men både før og efter sin embedsexamen var han lærer ved Københavnske skoler, det von Westenske Institut og Efterslægtselskabets Skole, ligesom han privat dimitterede flere unge mennesker til universitetet. I 1831 udnævntes han til ordineret kateket ved Trinitatis Kirke i Fredericia, men virkede kun kort tid der, da han allerede i marts 1832 blev sognepræst i Lunde ved Odense, fra hvilket embede han 1840 forflyttedes til Kerteminde og Drigstrup, og straks efter blev han provst. Skønt den stærke bølgegang fra den fynske kirkelige opvækkelse, der havde sit udspring fra Kerteminde og omegnen, til Dels havde lagt sig, var det dog af flere grunde stadig et vanskeligt embede, men det synes, at Heiberg har været mand for både som præst og som provst at magte forholdene. I 1855 forflyttedes han til Helsingør som præst ved Skt. Olai Kirke, fra hvilket embede han tog sin afsked 1882; han flyttede da til København. I 1831 blev han gift med Georgia Samsine Rørdam (død 1883), datter af provst Thomas Skat Rørdam i Tølløse. Foruden nogle prædikener og afhandlinger i forskellige kirkelige blade har Heiberg udgivet en biografi af Peder Palladius (1840), ligesom han, der under sin virksomhed på Fyn havde god lejlighed til at benytte arkiverne i Odense, 1852 udgav en levnedsbeskrivelse af Thomas Kingo. Da manuskriptet til Palladius' Visitatsbog var genfundet på det Kongelige Bibliotek, var Heiberg vel, som Palladius' biograf, selvskreven til at udgive dette mærkelige værk; det skete 1867 på forlag af Samfundet til den danske Litteraturs Fremme, men da denne udgave ikke i alle retninger tilfredsstillede, besørgede samfundet 1872 en ny udgave (ved Svend Grundtvig).